# Stenanona humilis
Stenanona humilis (Miranda) G.E.Schatz ex Maas, E.A.Mennega & Westra – gatunek rośliny z rodziny flaszowcowatych (Annonaceae Juss.). Występuje naturalnie w Meksyku – w stanach Chiapas oraz Veracruz. 

## Morfologia
PokrójZimozielony krzew dorastający do 0,5 m wysokości.
LiścieMają kształt od eliptycznego do eliptycznie odwrotnie jajowatego. Mierzą 5,7–13,5 cm długości oraz 2–4,9 cm szerokości. Nasada liścia jest rozwarta. Blaszka liściowa jest całobrzega o spiczastym wierzchołku. Ogonek liściowy jest owłosiony i dorasta do 2–3 mm długości.
KwiatySą pojedyncze lub zebrane po 2–3 w pęczki, rozwijają się w kątach pędów. Mają 3 działki kielicha o lancetowatym kształcie i dorastające do 3 mm długości. Płatki mają równowąsko trójkątny kształt i czerwoną barwę, osiągają do 23–44 mm długości. Kwiaty mają około 30 pręcików i 4–8 owocolistków.
OwocePojedyncze, o elipsoidalnym kształcie, osiągają 8–13 mm długości.

## Biologia i ekologia
Rośnie w lasach, na terenach nizinnych.